# Arcola (Canada)
Arcola is een plaats (town) in de Canadese provincie Saskatchewan en telt 504 inwoners (2006).